# Campephilus melanoleucos
El picamaderos barbinegro o carpintero marcial (Campephilus melanoleucos) es una especie de ave piciforme de la familia de los pájaros carpinteros (Picidae), que se encuentra desde el sur de Panamá hasta el norte de Argentina y en Trinidad.

## Descripción
Es un pájaro carpintero grande, que mide entre 33 y 38 cm de longitud y pesa en promedio 250 g. El macho presenta a cabeza y copete rojos, con una mancha blanca en la base del pico. La hembra tiene la corona y la parte de atrás de la cabeza negras y una larga línea blanca entre los ojos y la base del pico. Tiene una franja blanca a cada lado del cuello, que va hasta las escapulares. El dorso es negro con una “V” blanca. La garganta, la parte anterior del cuello y el pecho son negro uniforme. El vientre es blanco pardusco con rayas negras.

## Alimentación
Se alimenta de larvas de insectos que viven escondidas detrás de las cortezas de árboles secos. También comen frutos.

## Reproducción
Hace su nido excavando en la parte alta de troncos de árboles secos o palmeras. La hembra pone 2 a 3 huevos blancos y brillantes.

## Hábitos
Vive en parejas o en grupos de hasta 5 individuos. Es común en áreas campestres arboladas, matorrales, palmas, bosques de galería.